# Géobiologie (pseudoscience)
Ne doit pas être confondu avec Géobiologie (science).
En radiesthésie, la géobiologie est une pseudoscience consistant en la croyance des relations de l'environnement, des constructions et du mode de vie avec le vivant, de l'ensemble des influences de l'environnement sur le vivant, et notamment des ondes liées à des champs magnétiques et électriques fictifs, courants d'eau souterrains putatifs, réseaux dit « géobiologiques », failles géologiques, etc. dont la réalité n'est jamais prouvée mais qui seraient détectés par des techniques magiques.
Étymologiquement, il s'agit d'une association de la racine géo (la terre) et biologie (l'étude de tout ce qui est vivant). Elle se distingue nettement de son homonyme, la géobiologie scientifique, branche de la paléontologie liée à l'histoire naturelle.
L'Association française pour l'information scientifique (AFIS) et en général les physiciens, les médecins et les géologues classent la géobiologie comme une pseudo-science,. Ses méthodes d'investigation ne suivent pas une démarche scientifique et ses résultats n'ont pas de confirmations par les disciplines scientifiques. Elle est ainsi clairement décrite par les scientifiques  comme un champ d'étude irrationnel et, de ce fait, elle est souvent assimilée à un ensemble de croyances. Elle tente en effet d'aborder les liens existants entre un lieu et la vie humaine, animale ou végétale, avec une approche éloignée de la méthode scientifique. Est dénoncée notamment l'utilisation abusive du langage scientifique pour décrire des concepts sans fondement expérimental ou théorique et la prétention qu'ont certains de ses promoteurs à lui conférer un statut de discipline scientifique et à délivrer des diplômes prétendument scientifiques alors que la géobiologie n'a aucun des attributs d'une science.

## Une pratique sans fondement scientifique
La géobiologie est constituée de nombreuses affirmations non prouvées scientifiquement et, pour cette raison, est qualifiée de pseudo-science. Plus précisément, pour ses critiques, la géobiologie invente des concepts non validés sur la relation entre un lieu et la façon dont la vie humaine, animale ou végétale se développe. Aucune expérience faite selon les critères scientifiques, qui limitent les biais comme le double aveugle, n'a montré l'existence de perturbations géobiologiques. La notion de courant tellurique utilisée par la géobiologie n'a rien à voir avec celle qu'a élaborée la géophysique, et aucune mesure ne permet d'identifier une distribution en maillage de points significativement riches en radioactivité (les géobiologues ne lient d'ailleurs pas non plus ces réseaux à la radioactivité). La corrélation de ces phénomènes allégués avec un effet négatif sur l'homme n'est pas non plus démontrée.
Le physicien et ingénieur  Sébastien Point qualifie la géobiologie de « réseau charlatanesque » et de « business juteux qui semble trouver des relais politiques » et a publiquement dénoncé les recommandations formulées par l'Office parlementaire d'évaluation des choix scientifiques et technologiques, alors présidé par le mathématicien et député Cédric Villani, de reconnaître l'intérêt de la géobiologie pour traiter certaines problématiques sanitaires du monde agricole,.
Des expériences,,, ont été réalisées pour tester les capacités des radiesthésistes à détecter de l'eau, notamment à Munich et à Cassel. Réalisées dans des conditions scientifiques, elles ont montré que lorsque le sourcier connaît l'emplacement de l'eau il la détecte avec sa baguette. Lorsqu'il ne le connaît plus et qu'il n'a aucun indice extérieur (double aveugle), il ne fait pas mieux que le hasard. Voir la section expérience de l'article « sourcier » pour plus de détails.

## Aperçu de quelques phénomènes telluriques allégués par les géobiologues
Dans la pratique de la géobiologie sur le terrain, ce sont donc des méthodes de détection radiesthésiques qui sont utilisées par les géobiologues pour détecter les phénomènes. Les résultats obtenus par la radiesthésie ne sont pas supérieurs à  ceux obtenus par le pur hasard, comme l'ont démontré les expériences de Munich et de Cassel.

### Réseaux telluriques
Pour les géobiologues, à chaque métal présent dans le sous-sol de la terre correspondrait un réseau particulier formant un maillage plus ou moins large. Le réseau qui a le plus de notoriété est connu sous le nom de réseau Hartmann (Ernst Hartmann), qui correspond au nickel. Il n'existe aucune validation par le monde scientifique du réseau Hartmann, celui-ci relevant de la pseudoscience.
D'autres réseaux, dont l'existence est aussi peu attestée, portent aussi le nom de leurs (re)découvreur modernes : le réseau Curry (diagonal) (Manfred Curry) qui correspondrait au fer, le réseau Peyré (François Peyré) qui correspondrait à l'or, le réseau Palm (Hubert Palm,) pour le cuivre, le réseau Wittmann (Siegfried Wittmann) correspondant à l'aluminium, etc. Selon le géobiologiste Stéphane Cardineaux, les réseaux les plus utilisés par les bâtisseurs adeptes de la géobiologie seraient le Hartmann et le Curry car ce sont les deux réseaux que l'on percevrait le plus facilement.
Selon Stéphane Cardinaux, des bâtisseurs du passé ont utilisé des croisements de lignes positives triples et quadruples pour implanter leurs lieux de culte et les modifications des réseaux telluriques pratiqués durant des millénaires auraient cessé aux alentours de 1350. Son hypothèse pour expliquer cet arrêt serait la disparition de ce savoir durant la peste noire qui a tué entre 30 % et 50 % de la population européenne en cinq ans autour de 1350.

### Carrés magiques
Pour les tenants de la géobiologie, un carré magique serait une grille énergétique tridimensionnelle cubique formée de 27 cubes, délimités par des lignes Hartmann. Les carrés magiques auraient été créés pour marquer certains hauts lieux énergétiques. La dimension des cases varierait entre 50 cm et 1 m de côté. Par rapport au bâtiment, un carré magique serait toujours situé devant l'entrée principale. Chaque case serait colorée d'une couleur différente, visible seulement par un clairvoyant. Les cases recentreraient le corps éthérique et rééquilibreraient les chakras.